# Dalscholierenklooster (Mechelen)

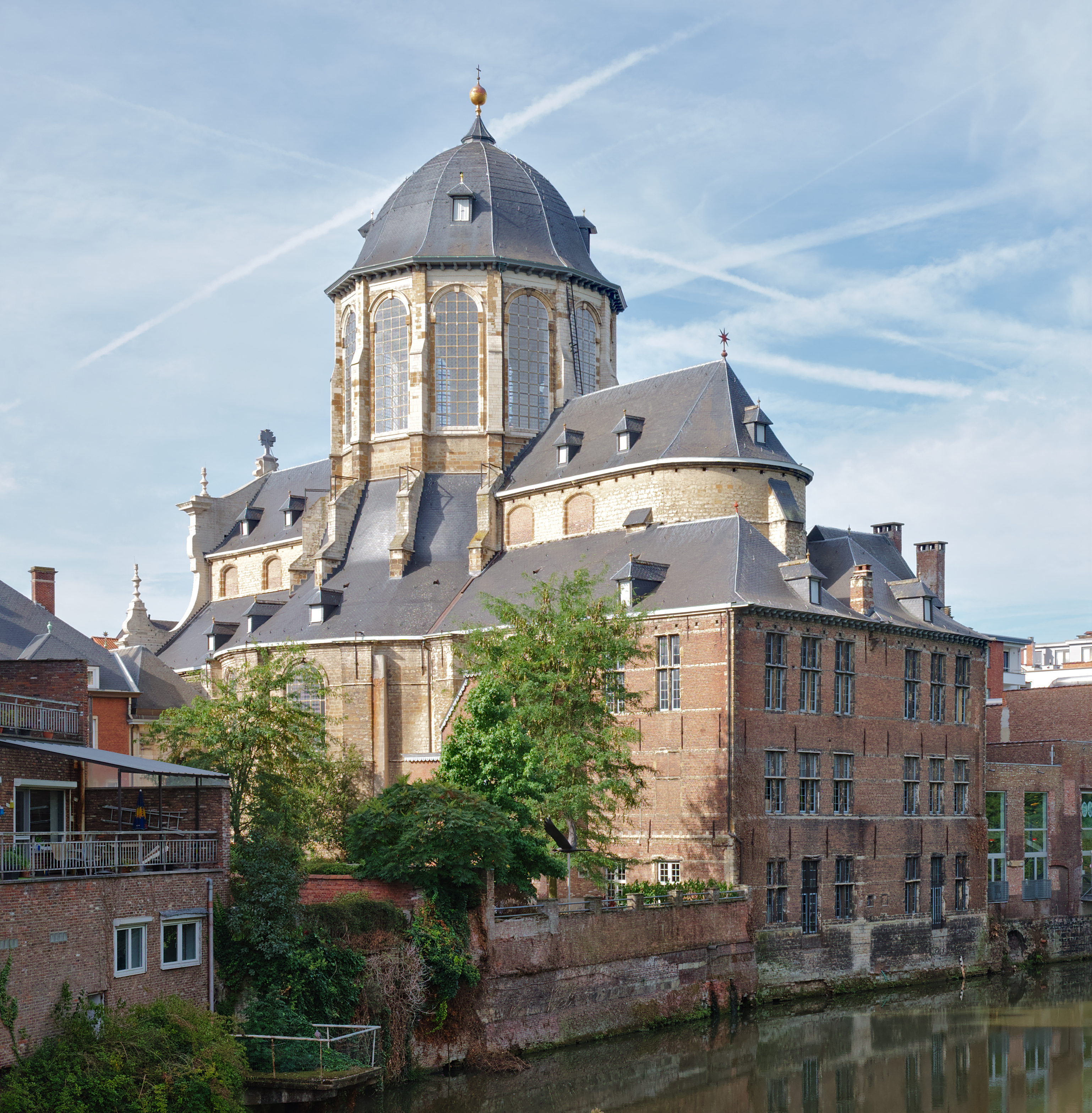
Resten van de kloostergebouwen aan de achterzijde van de basiliek

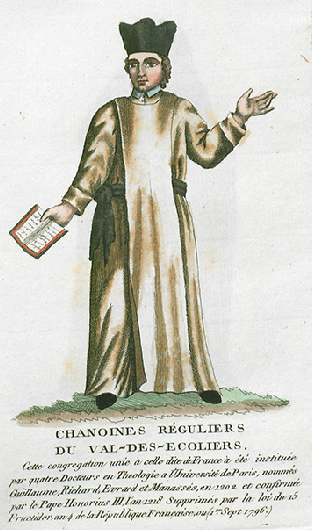
Een dalscholier

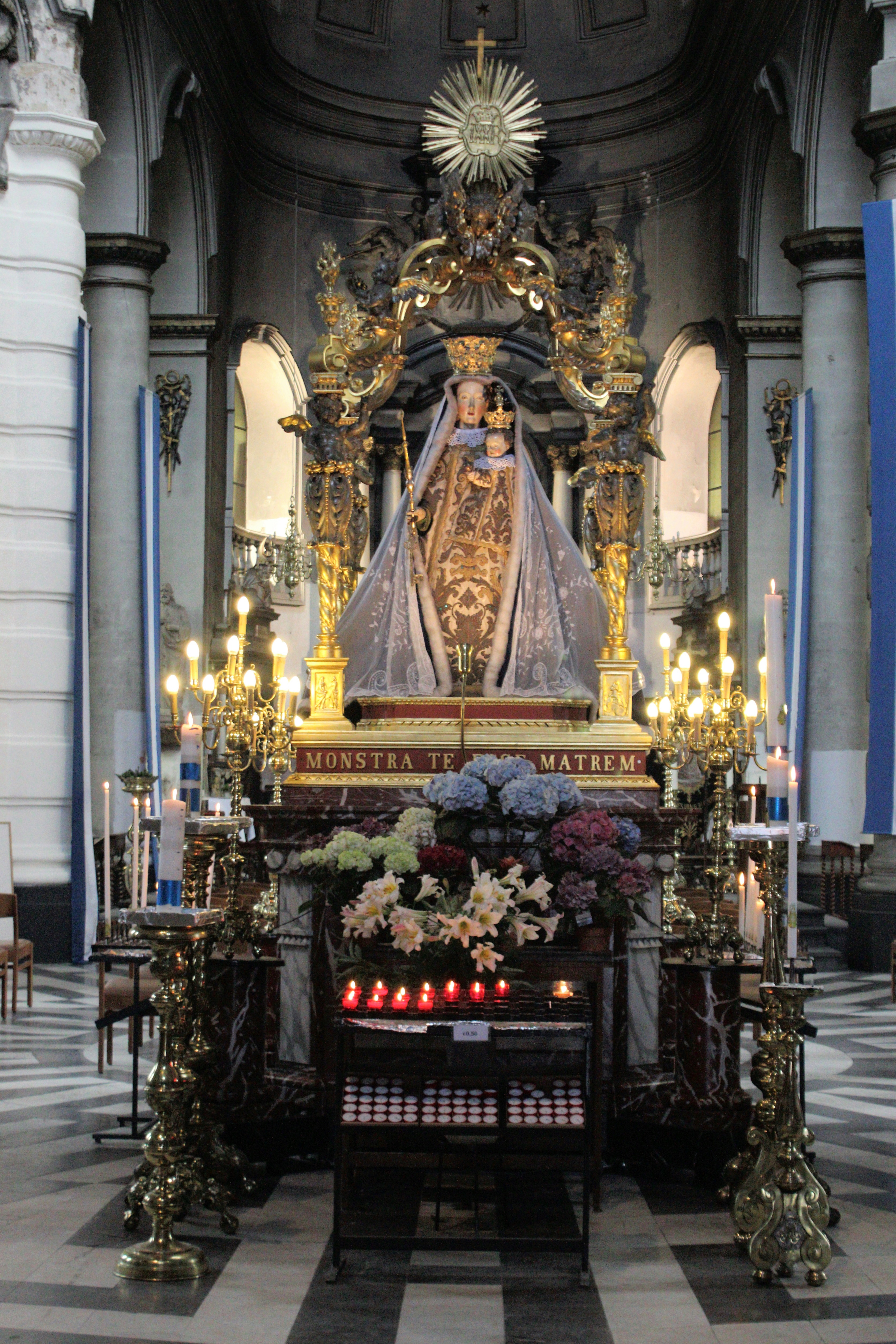
Het 16e-eeuwse beeld van Onze-Lieve-Vrouw van Hanswijk

De rooms-katholieke orde van de dalscholieren had tussen 1288 en 1784 een klooster in Mechelen. Zij bedienden het bedevaartsoord van Onze-Lieve-Vrouw van Hanswijk.

## Geschiedenis
De dalscholieren (Ordo Vallis Scholarium) waren reguliere kanunniken van Sint-Augustinus. De congregatie ontstond in 1201 in Frankrijk. In 1221 werd in Géronsart (Jambes) een eerste klooster in het huidige België gesticht.

### Buiten de stadsmuren
Het Mechelse klooster werd gesticht vanuit de priorij van Zoutleeuw (gesticht in 1235) op uitnodiging van Mechelse notabelen om de bedevaartkapel van Hanswijk te bedienen. Vanaf 1255 behoorde die kapel toe aan de parochie van Muizen. In 1288 werden de kerk en de kapelanie van Hanswijk overgedragen aan de dalscholieren van Zoutleeuw en de eerste prior van Mechelen werd Hendrik. De toelating van de bisschop van Kamerijk volgde in 1289. Er werd een nieuwe parochie van Hanswijk opgericht die bediend zou worden door de dalscholieren. Deze parochie bevond zich buiten de Mechelse stadsmuren. De dalscholieren kochten een stuk land en huizen naast de kapel van Hanswijk voor hun klooster. Eind 14e eeuw werd door de dalscholieren een nieuwe kerk en klooster gebouwd.
In de loop van de 14e eeuw groeiden kerk en klooster uit tot een centrum van Mariaverering en tot een cultureel centrum. In 1348 had het klooster een bibliotheek verworven uit de erfenis van Jan van Berbleghem en de priors van Hanswijk werden prestigieuze figuren in Mechelen. In 1542 moesten de dalscholieren vluchten uit hun klooster uit angst voor de benden van Maarten van Rossum. En in 1546 werd het klooster beschadigd door de ontploffing van de Zandpoort, waar buskruit was opgeslagen. De herstellingen aan het klooster duurden tot 1564. De dalscholieren moesten in 1572 opnieuw vluchten. Tijdens de godsdiensttwisten werden in 1578 de Hanswijkkerk en het klooster verwoest. Op 11 februari werd de kerk afgebrand en op 16 februari het klooster. Dit gebeurde om te verhinderen dat belegeraars van de stad zouden kunnen schuilen in de gebouwen.

### In Mechelen
Prior Lucas Verstappen kocht in hetzelfde jaar een eigendom binnen de stadsomwalling, nabij de Hanswijkpoort. In afwachting van de afwerking van het klooster verbleven de dalscholieren in het huis Den Boerenback. Een voorlopige kapel werd ingewijd in 1580. Maar op 9 april 1580 viel Mechelen in handen van de protestanten (zie Engelse Furie). De dalscholieren doken onder en het mirakelbeeld van Hanswijk werd verstopt in de Hanswijkpoort. Ook nadat de stad in 1585 terug in Spaanse handen was gekomen, ging het slecht met de priorij; in 1599 telde de gemeenschap maar drie kanunniken meer. De stad Mechelen probeerde zelfs de orde af te schaffen en de inkomsten van de orde in te palmen. Dit herhaalde zich in 1640, toen het Sint-Romboutskapittel probeerde de inkomsten van de orde voor zich te verwerven. Onder de nieuwe prior, Nicolaus de Souhay (gekozen in 1638 en pas in 1642 bevestigd door de aartsbisschop), werd het herstel ingezet.
In 1647 werd een nieuwe, grotere Hanswijkkapel ingewijd en in 1663 werd de eerste steen gelegd van de nieuwe kerk van Onze-Lieve-Vrouw van Hanswijk. In 1678 werd de kerk, ontworpen door Lucas Fayd'herbe, voorlopig ingewijd. Vanaf 1681 werd begonnen met de bouw van een nieuw klooster naar plannen van Jacobus Peeters. Dit klooster omvatte drie vleugels die aansloten bij de Hanswijkkerk om zo een binnenplein te vormen. Tijdens deze bloeitijd telde de kloostergemeenschap 18 religieuzen (1689). Begin 18e eeuw kende de gemeenschap grote interne spanningen. Er was onenigheid over wie het wettelijk gezag uitoefende over de broederschap van de heilige Dorothea, opgericht in 1691 binnen het klooster: de aartsbisschop van Mechelen of de generale abt van de orde. De dalscholieren van Mechelen waren hierover onderling verdeeld. Er waren ook spanningen rond de verkiezing van een nieuwe prior, na de dood van Prior Petrus de Luytenaer in 1715. Deze twist werd pas in 1724 definitief beslecht.
In de 18e eeuw telde het klooster gemiddeld 10 religieuzen. Zij haalden hun riant inkomen uit het verpachten van landbouwgronden in en rond Mechelen en van de Hanswijkhoeve in Muizen. In 1727 werd het domein Vorsenburg op de oude steenweg naar Brussel aangekocht en vanaf 1763 werd hier een hof van plaisance gebouwd. Onder priors Gaspar Van Veltom (1734-1758) en Jacques-Emmanuel Van Caster, die beiden in het moederklooster van Sint-Genoveva in Parijs hadden verbleven, werd de geest van de Verlichting binnengebracht in het Mechelse klooster.

### Einde
Het klooster van de dalscholieren werd in 1784 opgeheven door het edict van keizer Jozef II. Nadat Hanswijk als parochie was hersteld in 1802 keerden de dalscholieren niet terug.

## Kloostergebouwen
De kloostergebouwen deden dienst als militair hospitaal, brouwerij en garage. De gebouwen leden schade tijdens de Tweede Wereldoorlog en werden in 1957 omgebouwd tot parochiaal centrum naar plannen van architect E. De Wachter.
De resten van het klooster, gebouwd tegen de noordzijde van de Hanswijkkerk zijn een beschermd monument. Het gaat om een kloosterzaal en de kapel van het klooster op het niveau van de crypte, de sacristie op het gelijkvloers en de oratoria op de verdieping.